# Edgar Guerra
Edgar Andrés Guerra Hernández (ur. 9 marca 2001 w Becerril) – kolumbijski piłkarz występujący na pozycji skrzydłowego, od 2024 roku zawodnik meksykańskiego Leónu.